# Объединённый народ (Коста-Рика)
Объединённый народ (исп. Pueblo Unido) — бывшая левая политическая коалиция, политическая партия в Коста-Рике.

## История
Альянс Объединённый народ был основан перед выборами 1978 года партией Народный авангард, Социалистической партией Коста-Рики и Народным революционным движением. В результате альянс получил три места Законодательного собрания. В 1982 году он увеличил свое представительство до четырех мест, однако на следующих выборах 1986 года представительство альянса сократилось до одного места, сохранившееся на выборах 1990 года, но полностью потерял представительство в парламенте в 1994 году, когда не участвовал в выборах. На выборах 1998 года Объединённый народ не смог получить ни одного места. На выборах 2002 года альянс входил в «Коалицию смены 2000» и вновь не смог войти в парламент.

## Участие в выборах

### Президентские выборы
| Выборы | Кандидат                                  | Голосов | %      | Место  | Результат |
| ------ | ----------------------------------------- | ------- | ------ | ------ | --------- |
| 1978   | Родриго Гутьеррес Саенс                   | 22 740  | 2,7 %  | 3/8    | Поражение |
| 1982   | Родриго Гутьеррес Саенс                   | 32 186  | 3,3 %  | ▼ 4/6  | Поражение |
| 1986   | Альваро Эдуардо Монтеро Мехиа             | 6 599   | 0,6 %  | ▬ 4/6  | Поражение |
| 1990   | Виктор Даниэль Камачо Монхе               | 8 958   | 0,66 % | ▲ 3/7  | Поражение |
| 1998   | Норма Варгас Дуарте                       | 3 075   | 0,22 % | 10/13  | Поражение |
| 2002   | Вальтер Кото Молина (Коалиция Смена 2000) | 3 970   | 0,2 %  | ▲ 8/12 | Поражение |

### Парламентские выборы
| Выборы | Лидер                                               | Голосов | %      | Мест    | +/-   | Место  | Положение                 |
| ------ | --------------------------------------------------- | ------- | ------ | ------- | ----- | ------ | ------------------------- |
| 1978   | Родриго Гутьеррес Саенс                             | 62 865  | 7,7 %  | 3 из 57 | новая | 3/15   | Оппозиция                 |
| 1982   | Родриго Гутьеррес Саенс                             | 61 495  | 6,4 %  | 3 из 57 | ▬     | ▬ 3/16 | Оппозиция                 |
| 1986   | Альваро Эдуардо Монтеро Мехиа                       | 31 685  | 2,7 %  | 1 из 57 | ▼ 2   | ▬ 3/13 | Оппозиция                 |
| 1990   | Виктор Даниэль Камачо Монхе                         | 44 161  | 3,3 %  | 1 из 57 | ▬     | ▬ 3/14 | Оппозиция                 |
| 1998   | Норма Варгас Дуарте                                 | 15 028  | 1,09 % | 0 из 57 | ▼ 1   | 9/23   | Непарламентская оппозиция |
| 2002   | Вальтер Кото Молина (в составе Коалиции Смена 2000) | 12 992  | 0,8 %  | 0 из 57 | ▬     | 8/18   | Непарламентская оппозиция |